# Limnonectes fragilis
Limnonectes fragilis är en groddjursart som först beskrevs av Liu, Hu in Liu, Hu, Fei och Huang 1973.  Limnonectes fragilis ingår i släktet Limnonectes och familjen Dicroglossidae. IUCN kategoriserar arten globalt som sårbar. Inga underarter finns listade i Catalogue of Life.